# Османская империя на летних Олимпийских играх 1912
Османская империя участвовала в летних Олимпийских играх 1912 года, но не завоевала ни одной медали.

## Состав сборной
Команду империи представляли два человека: 19-летний Ваграм Папазян и 29-летний Мигир Мигирян (Мкртыч Мкрян), оба этнические армяне.

## Лёгкая атлетика
| Спортсмен      | Соревнование                        | Отборочный тур | Отборочный тур | Полуфинал      | Полуфинал      | Финал         | Финал         |
| Спортсмен      | Соревнование                        | Баллы          | Место          | Баллы          | Место          | Баллы         | Место         |
| -------------- | ----------------------------------- | -------------- | -------------- | -------------- | -------------- | ------------- | ------------- |
| Мигир Мигирян  | Толкание ядра                       |                |                | 10,63          | 19             | не участвовал | не участвовал |
| Мигир Мигирян  | Метание диска                       |                |                | 32,98          | 34             | не участвовал | не участвовал |
| Мигир Мигирян  | Толкание ядра правой и левой руками |                |                | 19,78          | 7              | не участвовал | не участвовал |
| Мигир Мигирян  | Легкоатлетическое пятиборье         |                |                |                |                | 67            | 23            |
| Мигир Мигирян  | Десятиборье                         |                |                | не финишировал | не финишировал | 1527,750      | 29            |
| Ваграм Папазян | Бег на 800 м                        | не финишировал | не финишировал | не участвовал  | не участвовал  | не участвовал | не участвовал |
| Ваграм Папазян | Бег на 1500 м                       |                |                | не финишировал | не финишировал | не участвовал | не участвовал |